# Puchar Saporty

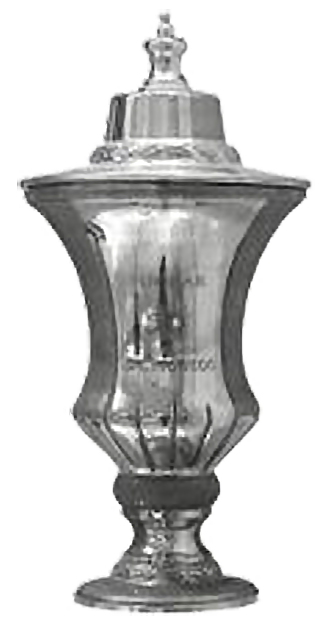
Puchar Saporty.

Puchar Saporty (ang. Saporta Cup) – międzynarodowe, klubowe rozgrywki koszykarskie, utworzone z inicjatywy FIBA Europe w 1966 pod nazwą Puchar Europy Zdobywców Pucharów i regularnie prowadzone przez tę organizację od sezonu 1966/1967 do sezonu 2001/2002, przeznaczone dla drużyn zajmujących czołowe miejsca w europejskich ligach krajowych, które nie zostały zakwalifikowane do Pucharu Europy Mistrzów Krajowych (późniejszej Euroligi). Ostatnia z nazw tych rozgrywek (obowiązująca w latach 1998–2002) pochodzi od nazwiska Raimundo Saporty – jednego z pomysłodawców wprowadzenia rywalizacji w ramach europejskich pucharów do klubowej koszykówki.
Od sezonu 2002/2003 w wyniku połączenia Pucharu Saporty z Pucharem Koracza utworzono Puchar ULEB, którego organizatorem została Unia Europejskich Lig Koszykarskich (ULEB).

## Nazwy rozgrywek
- od sezonu 1966/1967 do sezonu 1990/1991 – Europejski Puchar Zdobywców Pucharów (European Cup Winners' Cup);
- od sezonu 1991/1992 do sezonu 1995/1996 – Puchar Europy (European Cup);
- od sezonu 1996/1997 do sezonu 1997/1998 – EuroPuchar (EuroCup);
- od sezonu 1998/1999 do sezonu 2001/2002 – Puchar Saporty (Saporta Cup).

## Triumfatorzy i finaliści
| Edycja | Sezon     | Gospodarz finału     | Zwycięzca                | Pokonany                  | Wynik        |
| ------ | --------- | -------------------- | ------------------------ | ------------------------- | ------------ |
| I      | 1966/67   | Varese / Tel Awiw    | Ignis Varese             | Maccabi Tel Awiw          | 77-67, 67-68 |
| II     | 1967/68   | Ateny                | AEK Ateny                | Autoškoda Praga           | 89-82        |
| III    | 1968/69   | Wiedeń               | Autoškoda Praga          | Dinamo Tbilisi            | 80-74        |
| IV     | 1969/70   | Lyon / Neapol        | Fides Partenope Neapol   | Jeanne D'Arc Basket Vichy | 60-64, 87-65 |
| V      | 1970/71   | Leningrad / Mediolan | Simmenthal Mediolan      | Spartak Leningrad         | 60-64, 87-65 |
| VI     | 1971/72   | Saloniki             | Simmenthal Mediolan      | KK Crvena zvezda Belgrad  | 74-70        |
| VII    | 1972/73   | Saloniki             | Spartak Leningrad        | Jugoplastika Split        | 77-62        |
| VIII   | 1973/74   | Udine                | KK Crvena zvezda Belgrad | Spartak Zbrojovka Brno    | 86-75        |
| IX     | 1974/75   | Nantes               | Spartak Leningrad        | KK Crvena zvezda Belgrad  | 63-62        |
| X      | 1975/76   | Turyn                | Cinzano Mediolan         | ASPO Tours Basket         | 88-83        |
| XI     | 1976/77   | Palma de Mallorca    | Birra Forst Cantu        | Radnicki Belgrad          | 87-86        |
| XII    | 1977/78   | Mediolan             | Gabetti Cantu            | Sinudyne Bologna          | 84-82        |
| XIII   | 1978/79   | Poreč                | Gabetti Cantu            | EBBC Hertogenbosch        | 83-73        |
| XIV    | 1979/80   | Mediolan             | Emerson Varese           | Gabetti Cantu             | 90-88 D      |
| XV     | 1980/81   | Rzym                 | Ultrarapida Squibb Cantu | FC Barcelona              | 86-82        |
| XVI    | 1981/82   | Bruksela             | Cibona Zagrzeb           | Real Madryt               | 96-95 D      |
| XVII   | 1982/83   | Palma de Mallorca    | Victoria Libertas Pesaro | ASVEL Villerbanne         | 111-99       |
| XVIII  | 1983/84   | Ostenda              | Real Madryt              | Olimpia Simac Mediolan    | 82-81        |
| XIX    | 1984/85   | Grenoble             | FC Barcelona             | Žalgiris Kowno            | 77-73        |
| XX     | 1985/86   | Caserta              | FC Barcelona             | Victoria Libertas Pesaro  | 101-86       |
| XXI    | 1986/87   | Nowy Sad             | Cibona Zagrzeb           | Victoria Libertas Pesaro  | 89-74        |
| XXII   | 1987/88   | Grenoble             | CSP Limoges              | Joventut Badalona         | 96-89 D      |
| XXIII  | 1988/89   | Pireus               | Real Madryt              | Juventus Caserta          | 119-113 D    |
| XXIV   | 1989/90   | Florencja            | Virtus Knorr Bologna     | Real Madryt               | 79-74        |
| XXV    | 1990/91   | Genewa               | PAOK Complan Saloniki    | CB CAI Saragossa          | 76-72        |
| XXVI   | 1991/92   | Nantes               | Real Madryt              | PAOK Saloniki             | 65-63        |
| XXVII  | 1992/93   | Turyn                | Sato Aris Saloniki       | Efes Pilsen Stambuł       | 50-48        |
| XXVIII | 1993/94   | Lozanna              | Union Olimpija Lublana   | Taugres Vitoria Alava     | 91-81        |
| XXIX   | 1994/95   | Stambuł              | Benetton Treviso         | Taugres Vitoria Alava     | 94-86        |
| XXX    | 1995/96   | Vitoria              | Taugres Vitoria          | PAOK Saloniki             | 88-81        |
| XXXI   | 1996/97   | Nikozja              | Real Madryt              | Scaligera Werona          | 78-64        |
| XXXII  | 1997/98   | Belgrad              | Žalgiris Kowno           | Stefanel Mediolan         | 82-67        |
| XXXIII | 1998/99   | Saragossa            | Benetton Treviso         | Pamesa Walencja           | 64-60        |
| XXXIV  | 1999/2000 | Lozanna              | AEK Ateny                | Kinder Bologna            | 83-76        |
| XXXV   | 2000/2001 | Warszawa             | Maroussi Ateny           | Elan Chalon               | 74-72        |
| XXXVI  | 2001/2002 | Lyon                 | Montepaschi Siena        | Pamesa Walencja           | 81-71        |

## Udział polskich drużyn w pucharze
| Sezon     | Uczestnik                                  | Miejsce                  |
| --------- | ------------------------------------------ | ------------------------ |
| 1966/67   | Wisła Kraków                               | 1/4 finału               |
| 1967/68   | Wisła Kraków                               | II runda                 |
| 1968/69   | Legia Warszawa                             | 1/4 finału               |
| 1969/70   | Polonia Warszawa                           | 1/4 finału               |
| 1970/71   | Legia Warszawa                             | 1/4 finału               |
| 1972/73   | Śląsk Wrocław                              | II runda                 |
| 1973/74   | Śląsk Wrocław                              | I runda                  |
| 1976/77   | Wybrzeże Gdańsk                            | II runda                 |
| 1977/78   | Wisła Kraków                               | II runda                 |
| 1978/79   | Śląsk Wrocław                              | 1/4 finału               |
| 1990/91   | Śląsk Wrocław                              | 1/8 finału               |
| 1991/92   | Lech Poznań, Śląsk Wrocław                 | I runda, III runda       |
| 1992/93   | Śląsk Wrocław                              | III runda                |
| 1993/94   | Nobiles Włocławek                          | III runda                |
| 1994/95   | Nobiles Włocławek                          | 1/4 finału               |
| 1995/96   | Nobiles Włocławek                          | 1/4 finału               |
| 1996/97   | Nobiles/Azoty Włocławek, Śląsk Wrocław     | 1/8 finału, 1/4 finału   |
| 1997/98   | Pekaes Pruszków, Zepter Śląsk Wrocław      | 1/16 finału, 1/4 finału  |
| 1998/99   | Hoop Pekaes Pruszków, Zepter Śląsk Wrocław | 1/16 finału, 1/16 finału |
| 1999/2000 | Hoop Pekaes Pruszków, Śląsk Wrocław        | 1/16 finału, 1/4 finału  |
| 2000/2001 | Anwil Włocławek                            | 1/4 finału               |
| 2001/2002 | Anwil Włocławek                            | 1/2 finału               |

## Liderzy strzelców finałów Pucharu Saporty
W latach 1966–2002, lider strzelców finałów Pucharu Koracia był wybierany bez względu na fakt występów w wygranej, czy też przegranej drużynie.
| *   | Członek Koszykarskiej Galerii Sław im. Jamesa Naismitha    |
| **  | Członek Galerii Sław FIBA                                  |
| *** | Członek Koszykarskiej Galerii Sław im. Naismitha oraz FIBA |

| Sezon     | Lider strzelców                                 | Klub                               | Punkty       |
| --------- | ----------------------------------------------- | ---------------------------------- | ------------ |
| 1966-67   | Tal Brody                                       | Maccabi Tel Awiw                   | 26,5 (2 gry) |
| 1967-68   | Jiorgos Amerikanos i Jiří Zídek Sr              | AEK i Slavia Prague                | 31           |
| 1968-69   | Jiří Zedníček                                   | Slavia Praga                       | 22           |
| 1969-70   | Rudy Bennett                                    | Vichy                              | 26 (2 gry)   |
| 1970-71   | Massimo Masini                                  | Simmenthal Mediolan                | 18,5 (2 gry) |
| 1971-72   | Art Kenney                                      | Simmenthal Milano                  | 23           |
| 1972-73   | Valeri Fjodorov                                 | Spartak Leningrad                  | 25           |
| 1973-74   | Zoran Slavnić** i Jan Bobrovský                 | Crvena Zvezda i Zbrojovka Brno     | 20           |
| 1974-75   | Zoran Slavnić** (2)                             | Crvena Zvezda                      | 21           |
| 1975–76   | Giuseppe "Pino" Brumatti                        | Cinzano Mediolan                   | 29           |
| 1976–1977 | Srećko Jarić                                    | Radnički Belgrad                   | 30           |
| 1977-78   | Gianni Bertolotti                               | Sinudyne Bolonia                   | 27           |
| 1978-79   | Johnny Neumann                                  | Gabetti Cantù                      | 20           |
| 1979-80   | Bruce Seals                                     | Emerson Varèse                     | 26           |
| 1980-81   | Juan Antonio San Epifanio                       | FC Barcelona                       | 28           |
| 1981-82   | Andro Knego                                     | Cibona                             | 34           |
| 1982–1983 | Dragan Kićanović***                             | Scavolini Pesaro                   | 31           |
| 1983-84   | Brian Jackson i Roberto Premier                 | Real Madryt i Simac Milano         | 27           |
| 1984-85   | Rimas Kurtinaitis                               | Žalgiris                           | 36           |
| 1985-86   | Zam Fredrick                                    | Scavolini Pesaro                   | 32           |
| 1986-87   | Dražen Petrović***                              | Cibona                             | 28           |
| 1987-88   | Don Collins                                     | Limoges                            | 28           |
| 1988-89   | Dražen Petrović*** (2)                          | Real Madryt                        | 62           |
| 1989-90   | Micheal Ray Richardson                          | Knorr Bolonia                      | 29           |
| 1990-91   | Branislav Prelević                              | PAOK                               | 31           |
| 1991-92   | Branislav Prelević (2)                          | PAOK                               | 29           |
| 1992-93   | Roy Tarpley                                     | Sato Aris                          | 19           |
| 1993-94   | Roman Horvat                                    | Smelt Olimpija                     | 33           |
| 1994-95   | Petar Naumoski, Orlando Woolridge i Kenny Green | Benetton Treviso i Taugrés         | 26           |
| 1995–1996 | Branislav Prelević (3)                          | PAOK                               | 34           |
| 1996-97   | Alberto Herreros                                | Real Madryt                        | 19           |
| 1997-98   | Saulius Štombergas                              | Žalgiris                           | 35           |
| 1998-99   | Henry Williams i Rod Sellers                    | Benetton Treviso i Pamesa Walencja | 17           |
| 1999-00   | Predrag Danilović                               | Kinder Bolonia                     | 18           |
| 2000-01   | Jimmy Oliver                                    | Maroussi                           | 31           |
| 2001-02   | Petar Naumoski (2)                              | Montepaschi Siena                  | 23           |

## Najlepsi strzelcy spotkań finałowych
| Punkty | Zawodnik           | Klub             | Rok  | Klub przeciwnika |
| ------ | ------------------ | ---------------- | ---- | ---------------- |
| 62     | Dražen Petrović    | Real Madryt      | 1989 | Snaidero Caserta |
| 44     | Oscar Schmidt      | Snaidero Caserta | 1989 | Real Madryt      |
| 36     | Rimas Kurtinaitis  | Žalgiris         | 1985 | FC Barcelona     |
| 35     | Saulius Štombergas | Žalgiris         | 1998 | Stefanel Milano  |
| 34     | Andro Knego        | Cibona           | 1982 | Real Madryt      |
| 34     | Ferdinando Gentile | Snaidero Caserta | 1989 | Real Madryt      |
| 34     | Branislav Prelević | PAOK             | 1996 | Taugrés          |
| 33     | Roman Horvat       | Smelt Olimpija   | 1994 | Taugrés          |
| 32     | Ken Bannister      | Taugrés          | 1994 | Smelt Olimpija   |
| 32     | Zam Fredrick       | Scavolini Pesaro | 1986 | FC Barcelona     |

### MVP finałów
- 1996  Ramón Rivas (Saski Baskonia)
- 1997  Alberto Herreros (Real Madryt)
- 1998  Saulius Štombergas (Žalgiris Kowno)
- 1999  Henry Williams (Benetton Treviso)
- 2000  Anthony Bowie (AEK Ateny)
- 2001  Jimmy Oliver (Maroussi)
- 2002  Petar Naumoski (Mens Sana Siena)